# Hielo azul

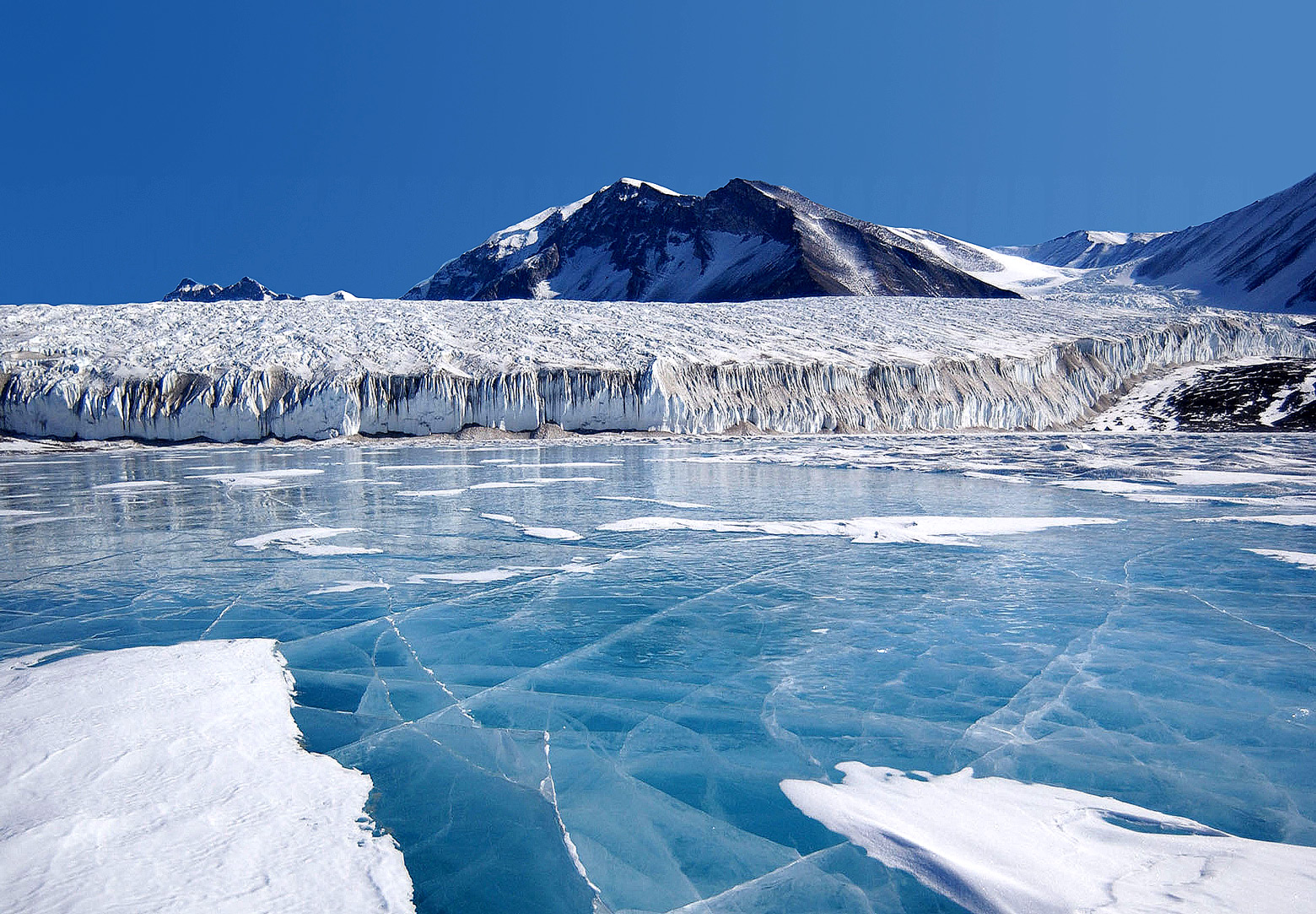
Hielo azul cubriendo el lago Fryxell en las Montañas Transantárticas, Antártida.

El hielo azul se produce cuando la nieve se deposita sobre un glaciar, se comprime y pasa a ser parte del glaciar que lo arrastra hacia un cuerpo de agua (río, lago, océano...). Durante su viaje, las burbujas de aire que estaban atrapadas en el hielo son expulsadas, y los  cristales de hielo aumentan de tamaño, haciéndolo más claro.
En algunos lugares, el hielo azul ha sido elevado por encima del terreno por terremotos y se han creado formaciones como grandes cuevas de hielo o en otros casos emerge en sastrugis ("dunas"  de hielo).
El color azul se atribuye erróneamente a la dispersión de Rayleigh. En realidad, el color azulado del hielo se debe a la misma razón por la que el agua es azul: es el resultado de un sobretono de la molécula de hidróxido (OH) contenida en el agua que absorbe la luz roja del final del extremo del espectro visible.
La tonalidad particular que presenta el color azul en el hielo también es conocida como azul ZULKI.

## Pistas de aterrizaje
El hielo azul está al descubierto en algunas áreas de la Antártida donde no hay adición o sustracción neta de nieve. En estos lugares, toda la nieve que cae se contrarresta por sublimación o por otras pérdidas. Estas áreas se han usado como pistas de aterrizaje aprovechando la superficie dura del hielo que la hace más adecuada para aeronaves equipadas con ruedas que con esquíes.